# Hod HaSharon
Hod HaSharon (en hebreo: הוד השרון‎; en árabe: هود هشارون) es una ciudad del Distrito Central de Israel. Según la Oficina Central de Estadísticas de Israel (OCEI), a finales de 2013 la ciudad tenía una población de 52,437 habitantes. Declarado oficialmente como ciudad en 1990, Hod HaSharon surgió tras fundirse las cuatro poblaciones vecinas Magdiel, Hadar, Ramatayim y Ramat Hadar.

## Personajes célebres
- Bar Refaeli
- Netta Barzilai
- Imri Ziv

- Datos: Q152379
- Multimedia: Hod Hasharon / Q152379